# Ferdinand Tönnies
Ferdinand Tönnies (Oldenswort, 26 de julho de 1855 — Kiel, 9 de abril de 1936) foi um sociólogo alemão.

## Carreira
Fez contribuições importantes para a teoria sociológica e em estudos de campo, além de ser responsável por trazer de novo Thomas Hobbes ao primeiro plano, através da publicação dos seus manuscritos.
A distinção, tornada clássica, entre dois tipos básicos de organização social, a comunidade (Gemeinschaft) e a sociedade (Gesellschaft), é a contribuição mais conhecida de Tönnies. As relações de comunidade, típicas de grupos de caçadores-coletores e hordas – portanto, grupos relativamente pequenos e pré-industriais – baseiam-se na coesão nascida do parentesco, das práticas herdadas dos antepassados e dos fortes sentimentos religiosos que unem o grupo. Já as relações de sociedade são típicas de grupos que vivem vida urbana desenvolvida, organizam-se em Estados e possuem uma complexa divisão do trabalho.
Para o seu contemporâneo Martin Buber (1878 – 1965), na concepção de Tönnies a comunidade foi substituída pela sociedade, enquanto que para ele nada há de irreversível em tal processo inclusive sendo este altamente desejável para reverter a regulação por princípios utilitaristas e relacionamentos externalizados.
Foi um escritor prolífico e também o co-fundador da Sociedade Alemã de Sociologia (1909), da qual foi presidente da fundação a 1933, deposto pelo nazismo.
Devemos distinguir no pensamento alemão, portanto, a preocupação como estudo da diferença, característica de sua formação política e de seu desenvolvimento econômico. Adiciona-se a isso a herança puritana com seu apego à interpretação das escrituras e livros sagrados. Essa associação entre história, esforço interpretativo e facilidade em discernir diversidades caracterizou o pensamento alemão e influenciou muitos cientistas, de Gabriel Tarde a Ferdinand Tönnies.

## Sistema sociológico
O sistema sociológico de Tönnies é difícil de entender porque os termos usados não correspondem aos das ciências sociais atuais. Para Tönnies, sociologia geral significa qualquer análise científica de pessoas no espaço e no tempo, incluindo biologia e psicologia. Sua sociologia especial inclui o que hoje corresponde ao tema sociologia como um todo e não o que se entende por sociologia especial. A sociologia especial diferenciava Tönnies em puro, aplicado e empírico. Mais tarde, ele acrescentou a sociologia prática à sua sistemática. A Sociologia Pura consiste exclusivamente em construções mentais (termos normais), sua Sociologia Aplicada utiliza os conceitos da Sociologia Pura para a compreensão das condições atuais e das grandes mudanças históricas que a Sociologia empírica se baseia na observação e comparação dos fenômenos reais da vida social. Com a sociologia prática, finalmente diz as intervenções políticas de Tonnies com base científica social, como suas publicações sobre a greve dos trabalhadores do porto de Hamburgo em 1896/97. O trabalho principal de Tönnies, Comunidade e Sociedade, é de pura sociologia, e sua crítica à opinião pública é de sociologia aplicada. Seu antigo trabalho Espírito da Era Moderna também. O trabalho sociológico de Tönnies é voluntarista e pode ser descrito como a sociologia da vontade.

## Obras
A Ferdinand Tönnies Complete Edition (TG) inclui a obra na Sociologia Alemã, Ferdinand Tönnies (1855–1936), publicada em seis idiomas. Em nome da Ferdinand-Tönnies-Gesellschaft zu Kiel, de acordo com o contrato de publicação de 1 de junho de 1992, ela critica Lars Clausen (no cargo até 2010), Alexander Deichsel (no cargo até 2020), Dieter Haselbach (no cargo desde 2020) e Cornelius Bickel, Rolf Fechner (até 2006), Carsten Schlüter-Knauer e Uwe Carstens (2006 a 2020).
O escopo da obra de Ferdinand Tönnies, que era muito trabalhador e (por causa de sua nomeação tardia para o cargo de professor) dependente de publicações, fez com que o TG tivesse que ser organizado em 24 volumes. O fato de a propriedade de Tönnies ter sido preservada na Biblioteca Estadual de Schleswig-Holstein em Kiel tem um efeito positivo na edição (uma situação de pesquisa mais feliz do que aquela com a qual os editores das obras completas de Max Weber e Georg Simmel têm de lutar)
Em detalhes, os volumes 1 a 22 contêm a obra de Tönnies em ordem cronológica, dependendo da última edição por ele autorizada. O volume 23 apresenta manuscritos não impressos selecionados em dois meios-volumes, suplementos do volume 24 e o índice completo.
O TG é publicado pela Walter de Gruyter, Berlim / Nova York, desde 1998.
- Vol. 2: 1880–1935: Gemeinschaft und Gesellschaft, hgg. v. Bettina Clausen und Dieter Haselbach, Berlin/New York 2019.
- Vol. 5: 1900–1904: Schriften, hgg. v. Bärbel Carstens und Uwe Carstens, Berlin/New York 2018.
- Vol. 7: 1905–1906: Schiller als Zeitbürger und Politiker. Strafrechtsreform. Philosophische Terminologie in psychologisch-soziologischer Ansicht. Schriften. Rezensionen, editados por Arno Bammé und Rolf Fechner, Berlin/New York 2009.
- Vol. 9: 1911–1915: Leitfaden einer Vorlesung über theoretische Nationalökonomie. Englische Weltpolitik in englischer Beleuchtung. Schriften. Rezensionen, editados por Arno Mohr in Zusammenarbeit mit Rolf Fechner, Berlin/New York 2000.
- Vol. 10: 1916–1918: Die niederländische Übersee-Trust-Gesellschaft. Der englische Staat und der deutsche Staat. Weltkrieg und Völkerrecht. Theodor Storm. Menschheit und Volk. Rezensionen, editados por Arno Mohr und Rolf Fechner, Berlin/New York 2008.
- Vol. 14: 1922: Kritik der öffentlichen Meinung, editados por Alexander Deichsel, Rolf Fechner und Rainer Waßner, Berlin/New York 2002.
- Vol. 15: 1923–1925: Innere Kolonisation in Preußen. Soziologische Studien und Kritiken – Erste Sammlung. Schriften 1923, editados por Dieter Haselbach, Berlin/New York 2000
- Vol. 22: 1932–1936: Geist der Neuzeit. Schriften. Rezensionen, editados por Lars Clausen, Berlin/New York 1998.
- Vol. 22,2: 1932–1936. Geist der Neuzeit, Teil II, III und IV, hgg. v. Bärbel Carstens und Uwe Carstens, Berlin/New York 2016.
- Vol. 23/II: 1919–1936: Nachgelassene Schriften, editados por Brigitte Zander-Lüllwitz und Jürgen Zander, Berlin/New York 2005.

Além de (1) monografias anotadas, (2) escritos e (3) resenhas do respectivo período, cada volume (ou grupo de volumes) inclui um extenso relatório editorial (possivelmente com uma tradução alemã do original em dinamarquês, inglês, Francês, latim - sua dissertação - ou textos escritos em holandês), incluindo o aparato usual.
A "Edição Completa de Ferdinand Tönnies" [ sic! ] é apoiado pela revista "Tönnies-Forum" (publicada por Ferdinand-Tönnies-Gesellschaft, editor (desde 1994): Uwe Carstens) e pela série "Tönnies em conversação" (TiG, publicada desde 2005, inicialmente por Arno Bammé, Alexander Deichsel e Rolf Fechner, mais tarde apenas Arno Bammé, Profil Verlag, Munique / Viena).
- Vol. 1: Jan Spurk: Gemeinschaft und Modernisierung. Entwurf einer soziologischen Gedankenführung. Verlag Walter de Gruyter, Berlin / New York 1990, ISBN 3-11-012399-1.
- Vol. 2: Rolf Fechner: Ferdinand Tönnies – Werkverzeichnis. Verlag Walter de Gruyter, Berlin / New York 1992, ISBN 3-11-013519-1.
- Vol. 3: Rolf Fechner, Lars Clausen, Arno Bammé (Ed.): Öffentliche Meinung zwischen neuer Wissenschaft und neuer Religion. Ferdinand Tönnies’ „Kritik der öffentlichen Meinung“ in der internationalen Diskussion. Profil Verlag, Munique / Wien 2005, ISBN 3-89019-590-3.
- Vol. 4: Arno Bammé (Ed.): Life Sciences. Die Neukonstruktion des Menschen? Profil Verlag, Munique/Wien 2011, ISBN 978-3-89019-666-4.
- Vol. 5: E. G. Jacoby: Die moderne Gesellschaft im sozialwissenschaftlichen Denken von Ferdinand Tönnies, herausgegeben und mit einem Nachwort versehen von Arno Bammé, Profil Verlag, Munique/Wien 2013, ISBN 978-3-89019-699-2 (zuerst 1971).
- Vol. 6: Arno Bammé (Ed.): Risiko und Entscheidung. Gesellschaft im Anthropozän, Profil Verlag, Munique/Wien 2014, ISBN 978-3-89019-616-9.
- Vol. 7: Alfred Bellebaum: Das soziologische System von Ferdinand Tönnies unter besonderer Beruecksichtigung seiner soziographischen Untersuchungen, herausgegeben und mit einem Nachwort versehen von Arno Bammé, Profil Verlag, Munique/Wien 2016, ISBN 978-3-89019-712-8 (zuerst 1966).
- Vol. 8: Norbert Blüm: Willenslehre und Soziallehre bei Ferdinand Tönnies. Ein Beitrag zum Verständnis von „Gemeinschaft und Gesellschaft“, Profil Verlag, Munique/Wien 2018, ISBN 978-3-89019-729-6 (zuerst 1967).
- Vol. 9: Ernst Jurkat (Redaktion): Reine und angewandte Soziologie, Profil Verlag, Munique/Wien 2018, ISBN 978-3-89019-730-2 (zuerst 1936).
- Vol. 10: Arno Bammé, Niall Bond, Ingrid Reschenberg (Ed.): Gemeinschaft. Karriere eines Begriffs zwischen Mitgefühl, Tribalismus und Voluntarismus, Profil Verlag, Munique/Wien 2019, ISBN 978-3-8901-9727-2.
- Vol. 11: Cornelius Bickel: Soziologie als skeptische Aufklärung zwischen Historismus und Rationalismus, herausgegeben und mit einem Nachwort von Arno Bammé, Profil Verlag, Munique/Wien 2020, ISBN 978-3-89019-740-1 (zuerst 1991).
- Vol. 12: Alexander Deichsel: Von Tönnies her gedacht. Soziologische Skizzen, herausgegeben und mit einem Nachwort von Arno Bammé, Profil Verlag, Munique/Wien 2020, ISBN 978-3-89019-749-4 (zuerst 1987).
- Vol. 13: Günther Rudolph: Die philosophisch-soziologischen Grundpositionen von Ferdinand Tönnies. Ein Beitrag zur Geschichte und Kritik der bürgerlichen Soziologie(zugleich Dissertationsschrift, Akademie der Wissenschaften, Berlin 1967), herausgegeben und mit einem Nachwort von Arno Bammé, Profil Verlag, Munique/Wien 2021, ISBN 978-3-89019-751-7 (zuerst 1995).

Além disso, textos e coleções de escritos de Ferdinand Tönnies e seu trabalho aparecem na "Série de publicações da Ferdinand-Tönnies-Gesellschaft" (publicada por Wilfried Röhrich, Duncker & Humblot, Berlim) e nos "Materiais de Ferdinand-Tönnies -Arbeitsstelle "(inicialmente editado por Rolf Fechner, depois por Arno Bammé e parcialmente em conjunto com Ingrid Reschenberg). Os últimos não são organizados cronologicamente, mas tematicamente:
- Vol. 13: Soziologische Schriften 1891–1905, editados por Rolf Fechner, Profil-Verlag, Munique/Wien 2008, ISBN 978-3-89019-640-4, 341 Seiten.
- Vol. 14: Schriften und Rezensionen zur Anthropologie, editados por Rolf Fechner, Profil-Verlag, Munique/Wien 2009, 463 Seiten.
- Vol. 15: Schriften zu Friedrich von Schiller, editados por Rolf Fechner, Profil-Verlag, Munique/Wien 2009, 97 Seiten.
- Vol. 16: Schriften und Rezensionen zur Religion, editados por Rolf Fechner, Profil-Verlag, Munique/Wien 2010, 402 Seiten.
- Vol. 17: Geist der Neuzeit, editados por Rolf Fechner, Profil-Verlag, Munique/Wien 2010, 252 Seiten.
- Vol. 18: Schriften zur Staatswissenschaft, editados por Rolf Fechner, Profil-Verlag, Munique/Wien 2010, 499 Seiten.
- Vol. 19: Schriften zum Hamburger Hafenarbeiterstreik, editados por Rolf Fechner, Profil-Verlag, Munique/Wien 2011, ISBN 978-3-89019-660-2, 271 Seiten.
- Vol. 20: Philosophische Terminologie in psychologisch-soziologischer Ansicht, editados por Rolf Fechner, Profil-Verlag, Munique/Wien 2011, 184 Seiten.
- Vol. 21: Schriften zu Theodor Storm, editados por Rolf Fechner, Profil-Verlag, Munique/Wien 2012, 103 Seiten.
- Vol. 22: Der Nietzsche-Kultus – Eine Kritik, editados por Arno Bammé, Profil-Verlag, Munique/Wien 2014, 192 Seiten.
- Vol. 23: Karl Marx. Leben und Lehre, editados por Arno Bammé, Profil-Verlag, Munique/Wien 2013, 300 Seiten.
- Vol. 24: Thomas Hobbes. Leben und Lehre, editados por Arno Bammé, Profil-Verlag, Munique/Wien 2014, 384 Seiten.
- Vol. 25: Schriften zu Thomas Hobbes, editados por Arno Bammé, Profil-Verlag, Munique/Wien 2015, 648 Seiten.
- Vol. 26: Schriften zu Spinoza, editados por Arno Bammé, Profil-Verlag, Munique/Wien 2016, 160 Seiten.
- Vol. 27: Soziologische Schriften II. Schriften 1906-1909, editados por Arno Bammé, Profil-Verlag, Munique/Wien 2016, 374 Seiten.
- Vol. 28: Gemeinschaft und Gesellschaft, editados por Arno Bammé, Profil-Verlag, Munique/Wien 2017, 576 Seiten.
- Vol. 29: Soziologische Schriften (1910-1915), editados por Arno Bammé und Ingrid Reschenberg, Profil-Verlag, Munique/Wien 2018, 436 Seiten.
- Vol. 30: Einführung in die Soziologie, editados por Arno Bammé und Ingrid Reschenberg, Profil-Verlag, Munique/Wien 2018, 472 Seiten.
- Vol. 31: Kritik der öffentlichen Meinung, editados por Arno Bammé und Ingrid Reschenberg, Profil-Verlag, Munique/Wien 2018, 760 Seiten.
- Vol. 32: Schriften zur Kritik der öffentlichen Meinung, editados por Arno Bammé und Ingrid Reschenberg, Profil-Verlag, Munique/Wien 2018, 156 Seiten.
- Vol. 33: Soziologische Schriften (1916-1920), editados por Arno Bammé, Profil-Verlag, Munique/Wien 2019, 463 Seiten.
- Vol. 34: Soziologische Schriften (1921-1925), editados por Arno Bammé, Profil-Verlag, Munique/Wien 2019, 522 Seiten.
- Vol. 35: Soziologische Schriften (1926-1928), editados por Arno Bammé, Profil-Verlag, Munique/Wien 2019, 441 Seiten.
- Vol. 36: Fortschritt und soziale Entwicklung, editados por Arno Bammé, Profil-Verlag, Munique/Wien 2019, 200 Seiten.
- Vol. 37: Soziologische Schriften (1929-1936), editados por Arno Bammé, Profil-Verlag, Munique/Wien 2020, 746 Seiten.
- Vol. 38: Die Entwicklung der sozialen Frage bis zum Weltkriege, editados por Arno Bammé, Profil-Verlag, Munique/Wien 2019, 262 Seiten.
- Vol. 39: Ferdinand Tönnies: Schriften zur Ethik, editados por Arno Bammé, Profil-Verlag, Munique/Wien 2020, 496 Seiten.
- Vol. 40: Schriften zur Rechtssoziologie, editados por Arno Bammé, Profil-Verlag, Munique/Wien 2021, 600 Seiten.
- Vol. 41: Die Tatsache des Wollens, editados por Arno Bammé, Profil-Verlag, Munique/Wien 2021, 199 Seiten.